# Antarcticobdella crozetensis
Antarcticobdella crozetensis is een ringworm uit de familie van de Piscicolidae. De wetenschappelijke naam van de soort is voor het eerst geldig gepubliceerd in 1972 door Sawayer.